# Чемпионат мира по шорт-треку среди юниоров 2023
Чемпионат мира по шорт-треку среди юниоров 2023 года проходил с 27 по 29 января в Дрездене (Германия).
Чемпионат включает в себя четыре дистанции — 500, 1000, 1500 и 1500 метров — суперфинал. На дистанциях сначала проводятся предварительные забеги, затем лучшие шорт-трекисты участвуют в финальных забегах. Чемпионом мира становится спортсмен, набравший наибольшую сумму очков по итогам четырёх дистанций. В случае равенства набранных очков преимущество отдаётся спортсмену занявшему более высокое место в суперфинале на дистанции 1500 м. Также проводятся с 2001 года эстафеты по три человека у девушек и у юношей на 2000 м. С 2011 года в эстафетах участвует по четыре человека на дистанциях 3000 м. С 2019 года абсолютный чемпион не разыгрывается.
1 марта 2022 года, следуя рекомендациям МОК, Совет ИСУ на основании Устава ИСУ постановил, что фигуристы, входящие в состав ИСУ в России и Беларуси, не должны приглашаться или допускаться к участию в международных соревнованиях по фигурному катанию, включая чемпионаты ИСУ и другие мероприятия ИСУ, до дальнейшего уведомления.

## Общий медальный зачёт
| Место | Страна           | Золото | Серебро | Бронза | Всего |
| ----- | ---------------- | ------ | ------- | ------ | ----- |
| 1     | Республика Корея | 6      | 2       | 3      | 11    |
| 2     | Канада           | 1      | 3       | 0      | 4     |
| 3     | Польша           | 1      | 0       | 1      | 2     |
| 4     | Китай            | 0      | 1       | 2      | 3     |
| 5     | США              | 0      | 1       | 1      | 2     |
| 6     | Япония           | 0      | 1       | 0      | 1     |
| 7     | Венгрия          | 0      | 0       | 1      | 1     |

## Медалисты

### Юноши
| Дисциплина      | Золото                                     | Серебро                                           | Бронза                                            |
| --------------- | ------------------------------------------ | ------------------------------------------------- | ------------------------------------------------- |
| 500 м           | Михал Невиньский Польша                    | Маркус Ховард США                                 | Ли Гунь Китай                                     |
| 1000 м          | Ли Дон Гён Республика Корея                | Син Дон Мин Республика Корея                      | Михал Невиньский Польша                           |
| 1500 м          | Ли Дон Гён Республика Корея                | Син Дон Мин Республика Корея                      | Ли Дон Мин Республика Корея                       |
| Эстафета-3000 м | Ли Дон Гён Син Дон Мин Ли Дон Мин Ли До Гё | Косэй Хаяси Терухиса Миёси Эму Нацумэ Такуми Вада | Маркус Ховард Джастин Лью Райан Шейн Сын Мин Квон |

### Девушки
| Дисциплина      | Золото                                  | Серебро                                | Бронза                                            |
| --------------- | --------------------------------------- | -------------------------------------- | ------------------------------------------------- |
| 500 м           | Флоренс Брюнелль Канада                 | Анн-Софи Башан Канада                  | Сун Цзяжуй Китай                                  |
| 1000 м          | Ким Гил Ли Республика Корея             | Флоренс Брюнелль Канада                | О Сон Ми Республика Корея                         |
| 1500 м          | Ким Гил Ли Республика Корея             | Флоренс Брюнелль Канада                | О Сон Ми Республика Корея                         |
| Эстафета-3000 м | Ким Гил Ли Ким Джи Вон О Сон Ми Со Су А | Ван Е Сун Цзяжуй Чжан Цзянин Цай Шеньи | Эстер Тот Майя Шомоди Дора Сигети Мелинда Шёнборн |

В общей сложности 165 спортсменов из национальных сборных 36 стран были зарегистрированы для участия в чемпионате мира по шорт-треку среди юниоров 2023 года.